# Eueides lybia
Eueides lybia (conhecida popularmente, em inglês, Lybia Longwing) é uma borboleta neotropical da família Nymphalidae e subfamília Heliconiinae, nativa da Nicarágua e Costa Rica, na América Central, até o norte da América do Sul, na Colômbia, Venezuela, Guianas, bacia do rio Amazonas do Brasil (no Amazonas, Rondônia, Pará e Maranhão); e no oeste até o Equador, Peru e Bolívia. Foi classificada por Johan Christian Fabricius em 1775, com a denominação de Papilio lybia, no texto Systema Entomologiae, sistens Insectorum Classes, Ordines, Genera, Species, Adiectis Synonymis, Locis, Descriptionibus, Observationibus. Suas lagartas se alimentam de plantas do gênero Passiflora (família Passifloraceae; espécie Passiflora vitifolia).

## Descrição
Indivíduos desta espécie possuem as asas moderadamente longas e estreitas e são de coloração laranja, vistos por cima, com duas faixas amarronzadas, quase negras, mais pronunciadas, cruzando a parte superior das asas anteriores e na região próxima às asas inferiores; com a mesma coloração também no contorno das asas. Vistos por baixo, apresentam padrão de coloração mais pálido, puxado para o branco. Na parte superior das asas anteriores sua mancha pode ser branca, laranja ou amarela.

## Hábitos
Segundo Adrian Hoskins, esta espécie pode ser encontrada em qualquer altitude até 1.400 metros, voando em florestas úmidas de ambos os lados da cordilheira dos Andes. Ambos os sexos passam a maior parte de seu tempo no dossel florestal, mas as fêmeas podem ocasionalmente descer ao longo das bordas da floresta em busca de locais de oviposição. Se alimentam de néctar de flores como Lantana ou Psiguria.

## Subespécies
E. lybia possui seis subespécies:
- Eueides lybia lybia - Descrita por Fabricius em 1775, de exemplar proveniente da India, na descrição de sua localidade-tipo; depois citada como Suriname, por Cramer, em 1777.
- Eueides lybia olympia[5] - Descrita por Fabricius em 1793, de exemplares provenientes da Nicarágua e Colômbia (localidade-tipo: América).
- Eueides lybia lybioides[9][11] - Descrita por Staudinger em 1876, de exemplar proveniente do Panamá (localidade-tipo: Chiriqui).
- Eueides lybia orinocensis - Descrita por Brown & Fernández em 1985, de exemplar proveniente da Venezuela (localidade-tipo: Venezuela).
- Eueides lybia otelloi - Descrita por Brown & Fernández em 1985, de exemplar proveniente da Venezuela (localidade-tipo: Venezuela).
- Eueides lybia salcedoi - Descrita por Brown & Fernández em 1985, de exemplar proveniente da Venezuela (localidade-tipo: Venezuela).

## Diferenciação entre espécies
As borboletas Eueides lybia podem facilmente ser confundidas com a espécie Dryas iulia, da mesma subfamília, diferindo por sua menor envergadura e pelas asas anteriores mais arredondadas, no ápice, além de tar as bordas mais carregadas em tons de negro-amarronzado do que em Eueides aliphera.